# Association serbe de football américain
 (juillet 2024).
L'Association serbe de football américain (SAAF) est l'organisation qui gère le football américain en Serbie. Le siège de l'association se trouve à Belgrade et a été fondée en 2003. Le président actuel est Nikola Davidović. Le sponsor de l'Association est Meridian

## Histoire
La Fédération serbe de football américain a été fondée en 2003. Le premier club a été fondé un an plus tôt, à Sremska Mitrovica, lors de la fondation des Légionnaires de Sirmium. Bientôt, les équipes furent fondées : Wild Borsi Kragujevac, Vukovi Beograd, Panthers Pancevo et Stidsi Nis, ce qui créa la possibilité de jouer la première saison sous l'organisation de l'association. 
En raison d'un manque de ressources financières, qui s'avérera être un déficit chronique à l'avenir, cette première ligue s'est jouée sans équipement. 
En 2006, quatre équipes serbes ayant acquis du matériel pour le football américain l'ont rejoint. Dans la ligue SELAF, une ligue régionale qui comprend l'Europe du Sud-Est. Ces clubs sont Dukes Novi Sad, Wild Borsi Kragujevac, Wolves Belgrade et Sirmium Lidzonars. Les 11 autres équipes qui ne disposaient pas d'équipement ont joué une ligue sans équipement en divisant les équipes en deux groupes, Nord et Sud, selon la situation géographique. L'année prochaine - 2007. Il s'a joué la première ligue avec équipe, tandis qu'à côté d'elles 7 équipes sans équipe jouaient la dernière ligue sans équipe en Serbie. Depuis 2008 toutes les équipes concourant en Serbie disposent de l'équipement nécessaire. Les règles selon lesquelles le football américain est joué dans le championnat national ne sont pas les règles de la NFL, mais les règles de la NCAA, c'est-à-dire. Règles qui s'appliquent à l'Américain Collège Lègue, qui diffèrent en détail de la Ligue américaine professionnelle.
En 2008 il y a une scission au sein du SAFS et ainsi deux alliances parallèles se forment, le SAFS qui était plus ou moins dirigé par Kragujevac Wild Borsi et les Belgrade Blue Dragons et le SAAF qui était formé par Wolves Belgrade et Novi Sad Dukes avec plusieurs autres clubs. Heureusement, cette période a été de courte durée, donc à partir de la saison 2011. Les clubs se réunissent au sein d’une même alliance, comme cela est naturel. Cette saison, 20 clubs ont participé à la compétition, répartis en trois divisions – Centre, Nord et Sud. L'équipe des Belgrade Wolves est devenue championne de Serbie. En finale, ils ont battu l'équipe locale des Wild Bors à Kragujevac dans un match passionnant, plein de rebondissements et devant plus de 1000 spectateurs.
Et pendant les trois années suivantes, la domination de Wolves s'est poursuivie, remportant le championnat en 2012 et 2013. et en 2014.
L'année suivante, l'équipe des Dukes Novi Sad remporte le premier titre de l'histoire du club. Les joueurs de Novi Sad ont réalisé une saison parfaite et ont remporté le titre sans défaite en finale contre Vukovi Beograd avec une victoire de 25 :23. Avec cette victoire, Vojvoda a également remporté la ligue CEFL, à laquelle ont participé, outre les finalistes, les Silverhawks Ljubljana et les Blue Devils Cineplex.
Depuis 2016 En 2008, Wild Bors Kragujevac a pris la primauté en remportant quatre titres consécutifs. Ils ont battu à trois reprises (2016, 2018 et 2019) le Vukovi Belgrade, et en 2017 étaient meilleurs que les ducs Novi Sad.
Début de la saison 2020. était prévu pour le 21. mars, mais toutes les compétitions organisées par la SAAF sont actuellement suspendues en raison de l'épidémie de virus corona.

## Présidents
- Nikola Davidović (2021 - ) [2]
- Branko Vucinić (2017 - 2021)
- Rade Rakočević (2013 - 2017)
- Vuk Dinčić (2010 - 2013)

## Voir plus
- football américain
- Super League serbe dans le football américain
- La première ligue de Serbie de football américain
- La deuxième ligue de Serbie dans le football américain